# 海戦ゲーム
海戦ゲーム（かいせんゲーム）はテーブルゲームの一つ。バトルシップ、戦艦ゲーム、軍艦ゲームなどとも呼ばれる。
ゲームに必要な道具は紙と筆記具のみ。3人以上でプレイすることもできなくはないが、ゲームが非常に複雑になるのでプレイヤーは基本的に二人。古典的なテーブルゲームの一つで正式名称や考案者は定かではなく、人づてに伝わるにつれあちこちでルールに改変が加えられ、幾つもバリエーションが存在するようである。魚雷戦ゲームとは別物である。

## 基本的なルール
|   | A | B | C | D | E |
| - | - | - | - | - | - |
| 1 |   |   |   |   |   |
| 2 |   | S |   |   | W |
| 3 |   |   |   |   |   |
| 4 |   |   |   |   |   |
| 5 |   | D |   |   |   |

両プレイヤーは自分の紙に5×5のマス目を書く。消しゴムで消えにくいボールペンやサインペンで書くと便利である。そのマス目の隣に将棋盤やチェス盤のような行・列番号をつける。このマス目を「海戦図」に見たててプレイする。
ゲームの開始前にそれぞれのプレイヤーは戦艦（Warship、Battle ship）、駆逐艦（Destroyer）、（巡洋艦（Cruiser）の場合もある)、潜水艦（Submarine）の三種類各一隻の軍艦を配置する。自分の紙の任意のマス目にそれぞれの艦を示す記号をつける。どんな記号でもよいが、簡単に書けるよう各艦の種別名の頭文字をアルファベットで書くのが便利。消して書き直せるように、鉛筆やシャープペンシルで記入すること。自分の海戦図はゲーム中は相手から隠し、艦の配置を相手に知られてはならない。同じマスに複数の自分の艦を配置することはできないが、相手プレイヤーの艦と位置が重なっても構わない。
配置が完了したらじゃんけんなどで順番を決め、交互に行動を選択する。自分の番がまわってきたプレイヤーは、魚雷による攻撃か艦の移動のどちらかを選ぶ。
攻撃を選んだ場合、任意のマス目を一つ指定し攻撃することを相手に伝える。相手プレイヤーは自分の海戦図で指定したマスを調べ、そこに自分の艦がある場合は、攻撃が命中したとして攻撃したプレイヤーに伝える。攻撃は1マスまでしか届かないので、攻撃側プレイヤーは自分の艦が隣接しているマスしか攻撃できない(斜めに接しているマスも攻撃が届く)。攻撃があったマスに自分の艦が隣接している場合(斜めに隣接しているマスも含む)、「水しぶき」もしくは「水煙」「波高し」などと言い(近くに攻撃されたので水しぶきが上がるのが見えた、ということらしい)、隣接マスに攻撃されたことを艦の種類とともに申告する。これは敵艦の発見を補助するためのルールである。攻撃が命中した場合は、忘れないようにお互いに記録しておく。
移動を選んだ場合、移動する艦の名前と移動方向、移動距離を相手に伝える。一度に何マスでも移動できるが、東西南北いずれかの方向にしか移動できず、複数の艦を一度に移動することはできない。移動したら自分の海戦図の艦の位置も書き換える。
艦にはそれぞれ耐久力が設定されており、戦艦が3、駆逐艦が2、潜水艦が1である。攻撃を受けると耐久力が1減少し、耐久力が0になった艦は沈没する。相手の艦を全て撃沈したプレイヤーが勝ちである。
このゲームでは水しぶきの申告を忘れたり戦艦の移動先を間違えたりすることがあるが、申告や配置を間違えるとゲームの続行が不可能なので、万一途中で間違いに気付いた場合は正直に相手に伝えてゲームをはじめからやり直すこと。嘘の申告やこっそり軍艦を移動させるなどの反則はもってのほかである。嘘を申告するとゲーム内容に矛盾が生じ、いずれ発覚する。

## 特別なルール
ゲームをより面白くするため、幾つかローカルルールが考案されている。好みに応じて導入してよいが、あらかじめ相手とルールをよく確認しておくこと。
- 艦の数の増減 - 駆逐艦は2隻、潜水艦は3隻などと軍艦の数を増やす。
- 魚雷数の制限 - 魚雷の数を予め決めておき、魚雷が尽きると攻撃出来なくなる。
- 一度に複数の魚雷を発射可能 - 1ターンに3発までの魚雷を発射できる。敵艦のいる可能性が高いマスに多くの魚雷で攻撃することで、耐久力の高い艦も早く撃沈させることができる。上記の魚雷数の制限とともに適用しないとあまり意味がない。
- 友軍の艦への攻撃可能 - 友軍と敵軍の艦が重なって位置している場合がある。その場合に友軍の艦ごと攻撃できるものとする。相手の撹乱にも使える。
- 申告の省略 - 水しぶきや攻撃を受けた艦の種類を申告しない。ゲーム内容がより隠蔽され、相手の艦の位置の特定が難しくなる。
- 連続した移動の制限 - 移動を繰り返すと艦の位置の特定が難しくなったり、逃げ回ったりしてゲームの終結が困難になるので、3回に一度は攻撃するものなどとする。
- 攻撃能力や航行能力の制限 - 戦艦は3マス、駆逐艦は2マス、潜水艦は1マスなどと、1ターンあたりの移動距離を制限する。攻撃回数も変えることで、艦の能力を差別化する。
- 勝敗条件の変更 - 戦艦と駆逐艦の沈没で勝敗が決定し、潜水艦の沈没は影響を与えない、などとする。

他にも軍艦や耐久力、マスの数を増減したり、プレイヤーの数を増やすこともできる。ただしプレイヤーの数を増やすと、ゲームの進行が遅くなったり、敵艦の位置の特定が大変に難しくなるので、止めておいたほうがよい。

## 戦略
これは運と勘だけが勝敗を分けるような単純なゲームではない。相手の位置を論理的に割り出すことや、相手の作戦を読むことが重要である。
ゲームに慣れたプレイヤーは複数の海戦図を用意する。自軍の軍艦の位置の記録のほか、相手の軍艦の位置を特定するために別の海戦図を用意し、そこに相手がいる可能性や可能性がなくなったマスを記録する。
例えば、相手プレイヤーが「駆逐艦が北に2マス移動」と言ったとする。その場合、南から2列にはいるはずがないので、その2列に含まれるマスはバツ印などで記録しておく。攻撃する場合はバツ印がないマスを攻撃したほうが命中する可能性は高い。逆に言えば、むやみな移動は敵に発見される危険を増やすことになるともいえる。
「水しぶき」も敵艦の発見の手がかりになる。例えば、敵艦が残り1隻で、C1とA3に攻撃し、どちらも「水しぶき」であった場合、両方の攻撃に共通するマスB2に敵艦がいることが確定する。
攻撃先もランダムに選ぶのでは効果が薄い。四隅のマスを攻撃しても隣接しているマスが3つしかないので、「水しぶき」になる可能性は低くなる。また、四隅は攻撃できる範囲も狭くなるため、攻撃をした艦の場所を相手に特定されやすくなる。ただし、その裏をかいて相手が艦を隅に配置している可能性もあり、こうした心理戦もこのゲームの面白さの一つである。

## レーダー作戦ゲーム
海戦ゲームの変種として、レーダー作戦ゲームがある。アメリカからの輸入ゲーム（英: Battleship）として、タカラから発売されていた。海戦ゲームとの違いは、以下の通り。
1. マス目の設定は縦横10マス。
2. 軍艦に耐久力は設定されない。その代わりに大きさが設定され、空母（5マス）、戦艦（4マス）、巡洋艦（3マス）、潜水艦（3マス）、駆逐艦（2マス）となっている。軍艦のマス目全部に攻撃を受けると沈没となる。
3. 軍艦は移動できない。
4. 軍艦の隣接マスに攻撃を受けた場合、「水しぶき」などの申告をしなくてよい。
5. 各戦艦にコストや回数制限付きで特殊な攻撃がある。（索敵・絨毯爆撃・連続攻撃等）

海戦ゲームと比べて、戦略性の面では単純化されているが、軍艦の向き、並びなど配置の仕方がより重要になる。
現在では（特に海外において）「戦艦ゲーム」「海戦ゲーム」といえばこちらをさす。英語版Wikipediaにおいてはこちらの解説がされている。
ヒット時には連続で行動できる場合もある。また、同種のユニットを複数使用したり、航空機や魚雷艇などの1マスユニットを使用する場合もある。
映画『バトルシップ』はこのゲームをモチーフにして制作された。

## コンピュータゲーム
これらは盤の規模や細部に違いはあるが「レーダー作戦ゲーム」のルールに準拠している。
- 海戦ゲームNAVY BLUE（ユース、1989年、ゲームボーイ）
- NAVY BLUE 90（ユース、1990年、ゲームボーイ）
- レーダーミッション（任天堂、1990年、ゲームボーイ）
- ネイビーブルー（アイマックス、1992年、ファミリーコンピュータ）
- NAVY BLUE 98（ユース、1998年、ゲームボーイ）
- Fleet Battle（smuttlewerk interactive、2014年、iOS、Android)

以下は、戦艦ゲームのローカルルールである。
- 戦艦波高し（テラソフト企画、1995年、FMTOWNSフリーソフト）
- 戦艦波高し（テラソフト企画、2011年、iPhoneフリーソフト)